# Brave Search

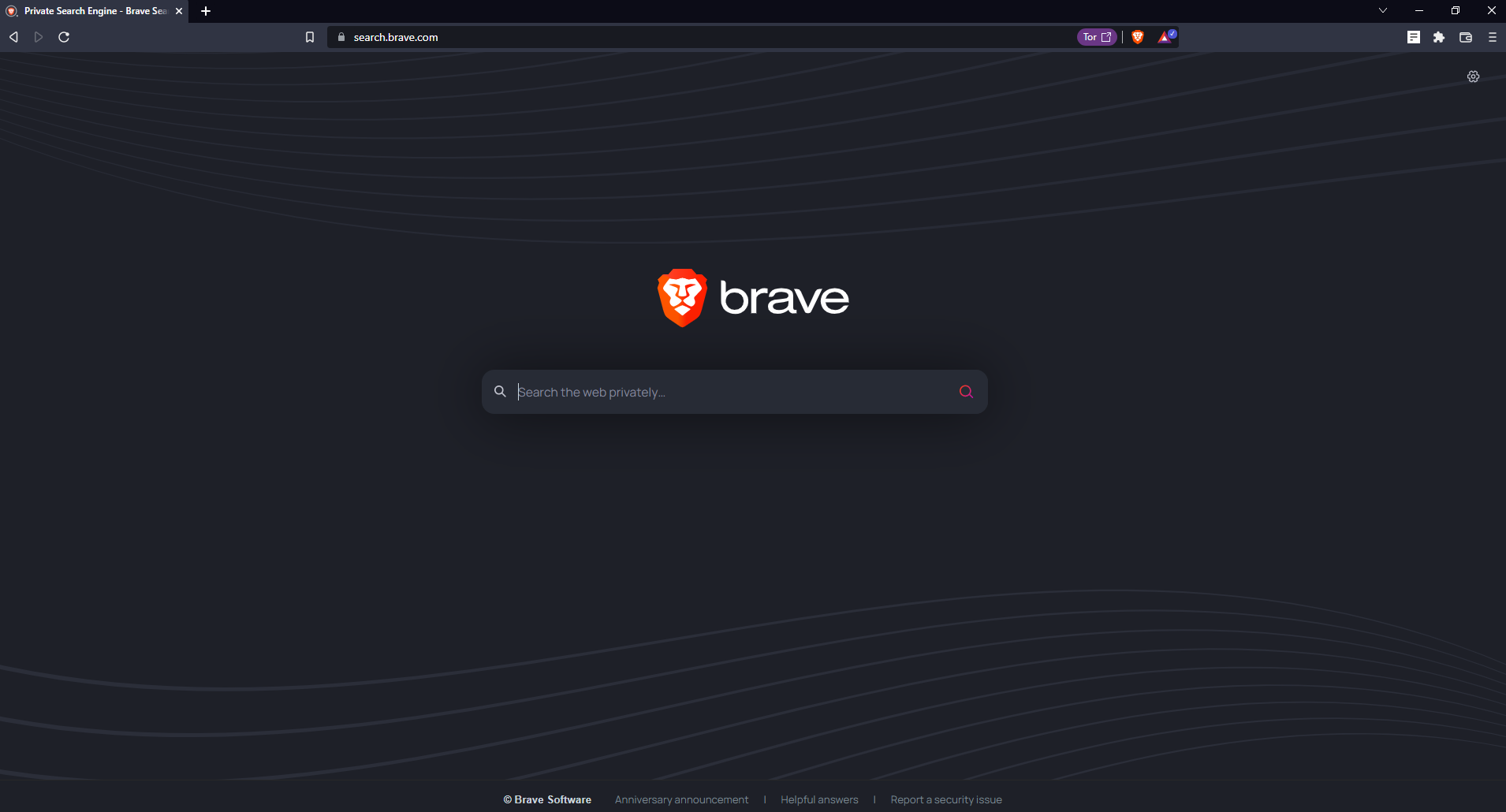
captura de tela do brave search

O Brave Search é um mecanismo de pesquisa desenvolvido pela Brave Software, Inc. Em determinados países, ele é definido como o mecanismo de pesquisa padrão para usuários do navegador Brave. 
Brave foi lançado em fase beta após a aquisição do Tailcat, um mecanismo de pesquisa focado em privacidade da Cliqz .  O Brave Search visa usar seu índice independente para gerar resultados de pesquisa. No entanto, o usuário pode permitir que o navegador Brave verifique anonimamente a mesma consulta no Google . 

Em outubro de 2021, o Brave Search tornou-se o mecanismo de pesquisa padrão para usuários do navegador Brave nos Estados Unidos, Canadá, Reino Unido (substituindo o Google ), França (substituindo Qwant ) e Alemanha (substituindo DuckDuckGo ). 
Em junho de 2022, o Brave Search encerrou sua fase beta e foi totalmente lançado. Além do lançamento, foi adicionado o novo recurso Goggles, permitindo que os usuários apliquem suas próprias regras e filtros às consultas de pesquisa.
O Brave search implementa algum nível de coleta de dados, mas somente quando os usuários optam por participar. Isso é feito por meio do Projeto de Descoberta da Web. O projeto é uma metodologia e sistema desenvolvido pela Brave Software, Inc. para coletar dados gerados por seus usuários, protegendo sua privacidade e anonimato.  Os usuários podem optar por participar a qualquer momento enquanto usam o mecanismo de pesquisa modificando as configurações, nenhuma conta é necessária para esta função. 